# 72-я пехотная дивизия (вермахт)
72-я пехотная дивизия (нем. 72. Infanterie-Division) — соединение сухопутных войск вооружённых сил нацистской Германии периода Второй мировой войны.

## История дивизии

### Формирование, Франция,
72-я пехотная дивизия была сформирована 19 сентября 1939 года на базе пограничной комендатуры города Трир. 72-я пехотная дивизия (до 19 сентября 1939 года — пограничная дивизия Трира), с началом войны против Польши была мобилизована и оборонялась на Западном вале. Весной 1940 года дивизия была переведена на военный полигон в Тюрингии. С началом французской компании она была выведена из резерва немецкого верховного командования и участвовала в боевых действиях.

### Балканы
1 марта 1941 года дивизия выдвинулась через горную Болгарию в сторону Греции. Бои Балканской кампании начались в апреле с прорывом через укрепленную линию Метаксаса. Северная греческая армия сдалась 9 апреля, после падения Салоников. Передовые части дивизии нанесла поражение частям Британского экспедиционного корпуса в районе Олимпа и на Фермофилах. Ещё раньше немецкие танковые части 26 апреля добрались до Афин. После окончания боев соединение выдвинулось к румынским нефтяным месторождениям недалеко от Плоешти.

### В составе 11-й армии
22 июня 1941 года началось нападение на Советский Союз. Дивизия входила в группу армий «Юг». Город Кишинёв был захвачен в ходе уличных боёв. После переправы через Днестр в районе Берислава на штурмовых катерах и резиновых лодках была захвачена линия Сталина. После форсирования Днепра и боев в Северном Причерноморье в сентябре был взят Мелитополь. С середины сентября 1941 года 72-я пехотная дивизия находилась на Перекопе. После этого дивизию перебросили на полуостров Крым, где она воевала с 16 ноября 1941 года взяв города Симферополь, Ялту и в ходе дальнейшего продвижения по Севастопольскому шоссе Алупку и Байдары. Первый штурм Севастопольской крепости в декабре не удался. Когда в январе 1942 года Красная Армия высадилась в восточном Крыму в ходе Керченско-Феодосийской десантной операции, там дислоцировался 105-й полк дивизии. Остальная часть дивизии находилась на позициях под Севастополем до июня 1942 года. Во время решающего штурма Севастополя 4 июля 72-я пехотная дивизия участвовала в атаках с тяжёлыми потерями.
В марте 1945 года дивизия в составе 5-го армейского корпуса второго формирования

## Организация
В состав 72-й пехотной дивизии входили: 
- 105-й пехотный полк, командир оберст (полковник) Фридрих-Вильгельм Мюллер (Friedrich-Wilhelm Muller). 1-й батальон майор Bernhardt, 2-й батальон майор Hohn, 3-й батальон гауптман Nietsche[1]

| 1941                             | 1942                    | 1944-1945               |
| -------------------------------- | ----------------------- | ----------------------- |
| 105-й пехотный полк              | 105-й гренадерский полк | 105-й гренадерский полк |
| 124-й пехотный полк              | 124-й гренадерский полк | 124-й гренадерский полк |
| 266-й пехотный полк              | 266-й гренадерский полк | 266-й гренадерский полк |
| 172-й артиллерийский полк        |                         |                         |
| Разведывательный батальон 172    | Самокатный батальон 172 | Füsilier-Battalion 72   |
| Инженерный батальон 72 (пионеры) |                         |                         |
| Противотанковый дивизион 72      |                         |                         |
| Полевой запасной батальон 172    |                         |                         |
| Батальон связи 72                |                         |                         |
| Подразделение обеспечения 172    |                         |                         |

## Командиры дивизии
| срок службы                            | Ранг                                          | имя                   |
| -------------------------------------- | --------------------------------------------- | --------------------- |
| 1 сентября 1939 г. — 25 июля 1940 г.   | Генерал-майор / генерал-лейтенант             | Франц Маттенклотт     |
| 25 июля — 4 сентября 1940 г.           | Генерал майор                                 | Хельге Аулеб          |
| 4 сентября 1940 г. — 6 ноября 1941 г.  | генерал-лейтенант                             | Франц Маттенклотт     |
| 6 ноября 1941 г. — 10 июля 1942 г.     | Генерал-майор / генерал-лейтенант             | Филипп Мюллер-Гебхард |
| 10 июля — 24 ноября 1942 г.            | Полковник / генерал-майор                     | Курт Суше             |
| 24 ноября 1942 г. — 17 февраля 1943 г. | генерал-лейтенант                             | Филипп Мюллер-Гебхард |
| 17 февраля — 3 мая 1943 г.             | Полковник                                     | Граф Ральф фон Ориола |
| 3 мая — 1 ноября 1943 г.               | генерал-лейтенант                             | Филипп Мюллер-Гебхард |
| 1-20 ноября 1943 г.                    | генерал-лейтенант                             | Эрвин Мэнни           |
| 20 ноября 1943 г. — 25 марта 1944 г.   | Полковник / генерал-майор / генерал-лейтенант | Герман Хон            |
| 25 марта — 10 июня 1944 г.             | генерал-лейтенант                             | Густав Хартенек       |
| 10 июня — 1 июля 1944 г.               | Полковник                                     | Карл Арнинг           |
| 1 июля 1944 г. — 20 апреля 1945 г.     | генерал-лейтенант                             | Герман Хон            |
| 20 апреля — 1 мая 1945 г.              | Генерал майор                                 | Вернер Кампфхенкель   |
| 1 мая 1945 г. до роспуска              | генерал-лейтенант                             | Хуго Beißwänger       |